# Neoplocaederus gabonicus
Neoplocaederus gabonicus är en skalbaggsart som först beskrevs av Charles Joseph Gahan 1890.  Neoplocaederus gabonicus ingår i släktet Neoplocaederus och familjen långhorningar.
Artens utbredningsområde är Gabon. Inga underarter finns listade i Catalogue of Life.